# Riprocessamento avanzato del combustibile nucleare esausto
Il riprocessamento avanzato del combustibile nucleare esausto è una potenziale strategia per ottenere un ciclo sostenibile del combustibile nucleare e per affrontare il pesante onere della gestione delle scorie nucleari. In particolare, lo sviluppo di sistemi avanzati punta a preservare le risorse naturali, ridurre l'inventario dei rifiuti e migliorare l'accettabilità sociale dell'energia nucleare. Questa strategia si basa sul riciclo degli attinidi maggiori (Uranio e Plutonio) e sulla trasmutazione degli attinidi minori (Nettunio, Americio e Curio). Inoltre, agenti estraenti selettivi dovranno essere sviluppati investigando il loro meccanismo di complessazione

## Gestione del combustibile nucleare esausto
Alla fine del 2013 l'intero inventario del combustibile nucleare esausto ammontava a circa a 370.000 {\displaystyle t_{HM}} . Ad oggi, circa 250.000 {\displaystyle t_{HM}} dell'inventario totale è stoccato. Nella fase di back-end del ciclo del combustibile nucleare, due opzioni di gestione potrebbero essere potenzialmente adottate:
1. Ciclo aperto: il ciclo inizia con l'estrazione dell'uranio, passa per la fabbricazione del combustibile e termina con lo smaltimento definitivo del combustibile esausto;
2. Ciclo chiuso: il combustibile esausto stoccato per lungo tempo può essere gestito in modo sicuro e viene sottoposto a riprocessamento per recuperare e riciclare buona parte di esso.[2]

| nuclide                       | Concentrazione di massa [%]                     |
| ----------------------------- | ----------------------------------------------- |
| {\displaystyle {\ce {^238U}}} | 95                                              |
| {\displaystyle {\ce {^235U}}} | 0.5                                             |
| Prodotti di fissione          | 1 (Lantanidi); 2.5 (altri nuclidi)              |
| Elementi transuranici         | 0.9 (Plutonio); 0,1 (Nettunio, Americio, Curio) |

Secondo la prima opzione, il combustibile nucleare esausto è totalmente considerato rifiuto. Dopo uno stoccaggio temporaneo (ad umido e secco), tutto il combustibile usato viene smaltito definitivamente in un deposito geologico profondo . Diverse soluzioni di matrici geologiche e di depositi vengono studiati in base alla diversa natura di combustibile e bruciamento, inventario radioattivo e generazione di calore da decadimento. La valutazione di un potenziale deposito geologico si basa sull'approccio multi-barriera, che combina molteplici effetti di barriere ingegneristiche e naturali al fine di ritardare nel tempo le potenziali migrazioni di radionuclidi nella biosfera. Il riprocessamento è l'opzione alternativa per il combustibile esausto dopo un lungo periodo di stoccaggio temporaneo. Il combustibile esausto non è più considerato come rifiuto ma una futura risorsa energetica. Una grande quantità di uranio fertile ( {\displaystyle {\ce {^{238}U}}}) viene scaricato insieme a una piccola quantità di fissile ({\displaystyle {\ce {^{235}U}}}) e una parte non trascurabile di rifiuti di alta attività e di elementi transuranici, che contribuiscono fortemente alla radiotossicità a lungo termine del combustibile nucleare esausto. Il recupero e il riciclo di uranio e plutonio dal combustibile esausto sono stati i primi passi nello sviluppo di un ciclo del combustibile chiuso. Inoltre, è possibile ottenere una forte riduzione dei volumi, della radiotossicità e del carico termico del combustibile nucleare esausto. Nonostante i vantaggi di questo primo approccio di riprocessamento, una certa quantità di rifiuto deve essere trattata, immagazzinata e smaltita in un deposito geologico profondo per un lungo periodo di tempo. I rifiuti provenienti dal riprocessamento ed il combustibile nucleare esausto sono classificati come rifiuti ad alta attività secondo la guida IAEA a causa dell'elevata emissione di radioattività e di calore di decadimento . Il primo approccio di ritrattamento si basa sul processo PUREX (Plutonium Uranium Reduction EXtraction), che è la tecnologia standard e matura applicata in tutto il mondo per recuperare uranio e plutonio dal combustibile esausto su scala industriale. Dopo la dissoluzione del combustibile in acido nitrico e la rimozione di Uranio e Plutonio, i rifiuti secondari generati contengono ancora prodotti di fissione e di attivazione insieme ad elementi transuranici che devono essere isolati dalla biosfera. Uranio e Plutonio vengono recuperati dal noto ligando tributilfosfato (TBP) in un processo di estrazione liquido-liquido.

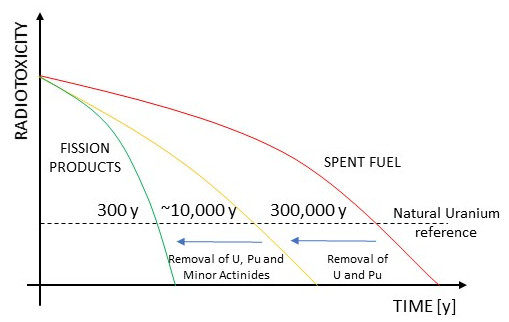
Radiotossicità del combustibile nucleare esausto rispetto al minerale di uranio naturale in funzione del tempo dopo la rimozione: combustibile senza riciclo, con separazione di Pu e U, con trasmutazione di attinidi minori

Il riprocessamento sta consentendo il riciclo dell'uranio e del plutonio in combustibile fresco (RepU e MOX) ed una forte riduzione dei volumi, del calore di decadimento e della radiotossicità del rifiuto generato. Una misura della pericolosità del rifiuto nucleare è fornita dalla radiotossicità proveniente dalla diversa natura dei radionuclidi. La radiotossicità viene generalmente valutata in funzione del tempo e confrontata con il minerale di uranio naturale. Il combustibile nucleare esausto senza riprocessamento ha una tossicità a lungo termine che è principalmente dominata da elementi transuranici. Principalmente a causa del plutonio, il combustibile raggiunge il livello di radiotossicità di riferimento dopo circa 300.000 anni. Dopo la rimozione dell'uranio e del plutonio, il rifiuto è meno radioattivo e decade al livello di riferimento entro 10.000 anni. Poiché anche gli attinidi minori contribuiscono al calore di decadimento a lungo termine e alla radiotossicità del combustibile esausto, un processo avanzato potrebbe ridurre ulteriormente l'inventario radiotossico con un decadimento al livello di riferimento in circa 300 anni.

## Strategia di Partitioning & Transmutation
Molti sforzi sono stati dedicati a mettere a punto un avanzato approccio di riprocessamento con l'obiettivo di ridurre ulteriormente l'inventario della radiotossicità del combustibile nucleare esausto rimuovendo tutti gli attinidi minori (Nettunio, Americio e Curio) e i prodotti di fissione a lunga vita presenti nel raffinato a valle del processo PUREX. Prima del processo di condizionamento, i radionuclidi a lunga vita subiscono una trasmutazione in nuclidi a vita breve o stabili mediante reazioni nucleari. Questo approccio accoppiato è noto come strategia di Partitioning & Transmutation (P&T), che inclusa in un ciclo avanzato del combustibile nucleare potrebbe portare a ridurre fortemente la radiotossicità a lungo termine, i volumi e il calore di decadimento dei rifiuti finali semplificando così le caratteristiche di un futuro deposito geologico, e rafforzando inoltre il concetto di resistenza alla proliferazione nucleare.
Due potenziali opzioni di partitioning del combustibile nucleare esausto sono in fase di sviluppo: i processi idrometallurgici e pirometallurgici . Il partitioning idrometallurgico noto anche come processo di estrazione con solvente è nato e sviluppato in Europa diventando così la tecnologia di riferimento per il futuro riprocessamento del combustibile a livello industriale, mentre l'opzione pirometallurgica è stata avviata negli Stati Uniti e in Russia come alternativa ai processi acquosi. A differenza del plutonio, l'americio e il curio mostrano una bassissima affinità per ligando TBP, necessitando quindi di ulteriori processi di separazione avanzati e diversi agenti estraenti come i ligandi contenenti atomi di azoto noti anche come donori deboli, che hanno mostrato un'ottima affinità per gli attinidi. Una separazione efficiente e selettiva degli attinidi dai lantanidi è fondamentale per raggiungere l'obiettivo del ciclo del combustibile chiuso. I lantanidi presenti come cationi in un ampio rapporto di massa rispetto agli attinidi nel raffinato PUREX, hanno una sezione di cattura neutronica che non porterebbe ad un'efficace trasmutazione degli attinidi minori. La presenza di isotopi di uranio e altre impurezze nel target di trasmutazione potrebbe generare ulteriori isotopi transuranici radiotossici mediante cattura di neutroni anziché nuclidi più stabili. La maggior parte dei nuclidi radiotossici potrebbe essere trasmutata dai neutroni termici nei reattori convenzionali, ma il processo richiederebbe molto tempo a causa della bassa efficienza di trasmutazione. Una recente ricerca si sta concentrando su trasmutatori nucleari innovativi come i reattori veloci Gen IV  ed i reattori ibridi (Accelerator-driven systems). Il prodotto finale rilasciato dal processo sarà un denso rifiuto vetrificato da smaltire per un periodo di tempo più breve. Tutti i vantaggi derivanti dalla gestione delle scorie nucleari da questo approccio avanzato saranno senza dubbio un piccolo passo verso una fonte di energia sostenibile e una maggiore accettabilità sociale dell'energia nucleare.

### Esperienza europea sul partitioning nucleare
La ricerca finanziata dalla Commissione europea è dedicata principalmente allo sviluppo di processi idrometallurgici per la separazione e la trasmutazione degli attinidi . I vari programmi di ricerca hanno portato prima a processi multiciclo, in secondo luogo allo sviluppo di processi semplificati e innovativi. La separazione idrometallurgica consiste semplicemente in due passaggi rilevanti: estrazione e stripping. Nel primo stadio la fase organica contenente il ligando di estrazione disciolto in un solvente, viene messa in contatto con la fase acquosa proveniente dalla dissoluzione del combustibile irraggiato. I soluti presenti nella fase acquosa vengono estratti mediante una reazione di complessazione con l'agente estraente e trasferiti nella fase organica in cui i complessi formati sono solubili. Il secondo passaggio, noto come stripping, si ottiene invertendo la reazione di complessazione, in cui i soluti vengono nuovamente estratti in un'altra soluzione acquosa di solito diversa in acidità rispetto alla precedente. L'obiettivo principale è sviluppare processi di separazione su scala industriale affidabili e convenienti per mezzo di ligandi lipofili e idrofili in modo da estrarre selettivamente attinidi minori dal raffinato acido (3–4) M a valle del processo PUREX, ma con l'obiettivo più impegnativo di ridurre al minimo la quantità di rifiuti solidi secondari. Il principio CHON è nato per soddisfare questo ulteriore requisito di processo, secondo il quale tutti gli estraenti e i reagenti molecolari utilizzati nei processi sviluppati devono contenere solo atomi di carbonio (C), idrogeno (H), ossigeno (O) e azoto (N), quindi rifiuti inceneribili da rilasciare facilmente nell'ambiente.

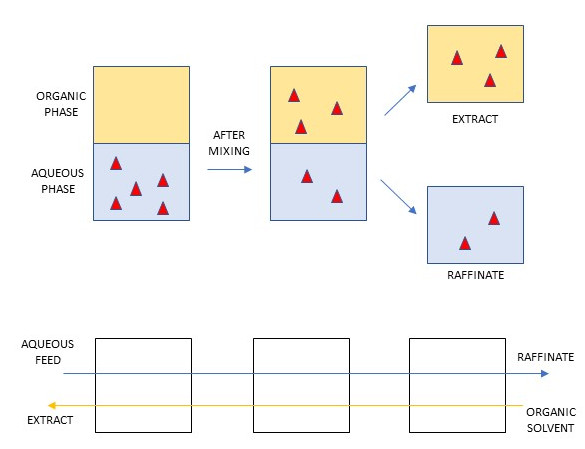
Rappresentazione schematica dell'estrazione con solvente e del processo a stadi multipli in controcorrente

I processi di separazione su scala industriale saranno implementati gradualmente da contattori centrifughi anulari, sviluppati per la prima volta presso il laboratorio nazionale di Argonne negli anni '70. Il processo controcorrente consiste in fasi acquose e organiche che si muovono continuamente in direzioni opposte stadio dopo stadio. I due liquidi immiscibili entrano in ciascun contattore, prima contattati nella regione anulare tra l'alloggiamento e il rotore e quindi centrifugati nella parte interna dell'unità. Due strategie principali sono attualmente seguite nell'ambito del partitioning: il riciclo eterogeneo e omogeneo. Tutti i primi progetti di ricerca europei sulla separazione idrometallurgica sono iniziati nell'ambito del riciclo eterogeneo, poiché nessuno degli agenti estraenti sviluppati è stato in grado di estrarre selettivamente gli attinidi direttamente dal raffinato del processo PUREX. Ciò ha portato allo sviluppo dei primi processi multi-fase e multi-ciclo. È stato sviluppato un processo a due cicli (DIAMide EXtraction + Selective ActiNide EXtraction) per un'estrazione selettiva di attinidi a valle di una prima coestrazione (DIAMEX) di attinidi e lantanidi. I recenti progetti di ricerca congiunta puntano a sviluppare processi innovativi con un numero ridotto di cicli per estrarre direttamente attinidi minori (Am e Cm) dal raffinato PUREX in un ciclo, sia per mezzo di un estraente lipofilo (1cycle-SANEX) sia con un ligando idrofilo ( innovativo-SANEX). Recenti sforzi sono stati dedicati alla ricerca sul riciclo omogeneo Grouped Actinides Extraction (GANEX), che consiste in un precedente recupero dell'uranio (GANEX 1) e in una successiva separazione del gruppo di ioni attinidi Pu, Np, Am e Cm (GANEX 2).

## Requisiti industriali per un agente estraente
L'esperienza europea sul partitioning nucleare ha portato allo sviluppo di processi avanzati di separazione idrometallurgica. Tuttavia, la fattibilità di questi processi a livello industriale si basa sull'uso di agenti di estrazione promettenti, che devono soddisfare questi rilevanti requisiti industriali:
- Affinità verso An (III) rispetto ai Ln (III)
- Buono strippaggio di An(III) per consentire il riciclo dei solventi
- Buona solubilità in un adeguato diluente
- Conformità al principio CHON per ridurre i rifiuti secondari
- Cinetica di complessazione rapida
- Stabilità idrodinamica per prevenire formazione di terza fase e di precipitati durante il processo di estrazione
- Stabilità chimica e radiolitica per prevenire la degradazione del solvente

La ricerca sul riprocessamento avanzato del combustibile nucleare prosegue sviluppando studi di ottimizzazione dei processi e progettando nuovi potenziali agenti estraenti lipofili ed idrofili che soddisfano questi requisiti industriali.

## Separazione degli attinidi: meccanismo di complessazione
La separazione selettiva degli attinidi dal raffinato PUREX mediante processi avanzati richiede nuovi agenti estraenti, che devono possedere una migliore affinità verso gli attinidi rispetto a lantanidi ed altri prodotti principalmente presenti nella dissoluzione acida del combustibile. La progettazione e la sintesi di agenti estraenti efficienti si basano su una profonda conoscenza del meccanismo di complessazione coinvolto nel processo di estrazione. Inoltre, la struttura e la stabilità dei complessi del ligando con An (III) e Ln (III) al momento del processo di estrazione, e la selettività del ligando devono essere studiate. La ricerca si sta dedicando alla progettazione di svariati agenti estraenti contenenti atomi di azoto, in quanto mostrano una promettente selettività nei confronti degli attinidi.

### Estrazione con solvente e chimica di complessazione
L'estrazione liquido-liquido per la separazione selettiva di attinidi (processi di tipo SANEX) consiste in una fase organica contenente un agente estraente disciolto in una miscela di solvente adatta e una fase acquosa contenente il combustibile irraggiato disciolto in acido nitrico concentrato. Le due fasi vengono miscelate vigorosamente per favorire la cinetica di estrazione. Il processo di centrifugazione viene eseguito per favorire la separazione delle fasi e il trasferimento dei complessi formati dalla fase acquosa depleta (raffinato) alla fase organica (estratto) dove risultano più solubili. Questa separazione del solvente può essere eseguita da agenti di estrazione neutri disciolti in un opportuno solvente. Come si può vedere nell'equazione, il ligando  (L) estrae il catione metallo interessato (M) insieme al suo anione (A). I prodotti di questa reazione rappresentano tutti i potenziali complessi che possono formarsi durante un processo di estrazione come {\displaystyle MA_{n}L_{m}} con {\displaystyle (n,m=1-3)} .
{\displaystyle {M}_{aq}^{n+}+n{A}_{aq}^{-}+m{L}_{org}\rightleftharpoons {[MA_{n}L_{m}]}_{org}}
L'efficienza e la selettività dei processi di estrazione e separazione possono essere valutate in base ai coefficienti di distribuzione ( {\displaystyle {D}_{M}} ) e i fattori di separazione ( {\displaystyle SF} ) come mostrato dalle equazioni. Il coefficiente di distribuzione viene calcolato come rapporto tra la concentrazione dei cationi metallici nella fase organica e acquosa, mentre il fattore di separazione viene calcolato come rapporto tra i due coefficienti di distribuzione.
{\displaystyle {\begin{aligned}{D}_{M}={\frac {[M]_{org}^{3+}}{[M]_{aq}^{3+}}}\qquad {SF}_{M_{1}/M_{2}}={\frac {D_{M_{1}}}{D_{M_{2}}}}\end{aligned}}}
Per eseguire una separazione selettiva, il rapporto di distribuzione del soluto da estrarre deve essere maggiore di uno, mentre quello dei soluti che rimangono nel feed acquoso deve essere inferiore a uno. Questo produce sempre un fattore di separazione SF> 1. In generale, vengono studiati gli effetti dell'acidità e della temperatura sui rapporti di distribuzione e sul fattore di separazione perché le specie principali con attinidi e lantanidi potrebbero essere inclini a decomplessazione all'aumentare dell'acidità a causa della protonazione del ligando o dell'aumento della temperatura. Gli effetti termodinamici sono di solito studiati eseguendo test di estrazione all'aumentare della temperatura. Inoltre, studi di termodinamica consentono di valutare l'effetto di diverse catene alchiliche di un ligando sulle sue proprietà di complessazione verso attinidi minori rispetto ai lantanidi. I processi di estrazione si basano sulla complessazione di ioni metallici con ligandi lipofili o idrofili. L'agente estraente forma un complesso di coordinazione con lo ione metallo come prodotto di una reazione acido-base di Lewis. I ligandi sono chiamati basi (donori) e contengono almeno una coppia solitaria di elettroni da donare agli ioni metallici chiamati acidi (accettori). I cationi metallici nel raffinato acquoso sono generalmente solvatati da molecole di acqua attraverso gli atomi di ossigeno per formare acquoioni  {\displaystyle {\ce {[M(H2O)_{n}]^{3+}}}}{\displaystyle (n=4-9)} . La complessazione di uno ione metallico implica quindi la sostituzione delle molecole d'acqua coordinanti con i rispettivi ligandi. La velocità di questa sostituzione gioca un ruolo cruciale nella cinetica di complessazione e nei seguenti processi di estrazione. La sostituzione può essere lenta per un complesso inerte o rapida per un complesso labile. Il ligando potrebbe sostituire tutte le molecole d'acqua per formare un complesso a sfera interna o solo alcune di esse per un complesso a sfera esterna. La reazione di complessazione si basa sulla teoria di Pearson degli acidi e basi duri e molli, secondo la quale gli acidi duri formano complessi forti con basi dure e allo stesso modo gli acidi molli formano complessi forti con basi molli. Nelle soluzioni acquose, le interazioni hard-hard sono elettrostatiche, mentre le interazioni soft-soft di solito mostrano un carattere covalente.
La formazione di complessi forti implica sempre o un grande guadagno di entropia o una grande diminuzione di entalpia ottenendo così un elevato valore negativo dell'energia libera di complessazione. Secondo la teoria di Pearson, gli ioni lantanidi e attinidi sono considerati acidi duri, quindi si legano in particolare ai ligandi che portano donori duri come gli atomi di ossigeno per interazione elettrostatica. La carica degli ioni attinidi e lantanidi nelle soluzioni è sostanzialmente +3 e la differenza di dimensioni di questi cationi è molto piccola. Pertanto, una separazione efficiente degli attinidi minori dai lantanidi è molto impegnativa. Gli attinidi sembrano essere un po' 'meno duri dei lantanidi, probabilmente a causa di una maggiore estensione spaziale degli orbitali atomici 5f rispetto a quelli 4f, quindi una separazione selettiva è possibile grazie ai ligandi che portano donori molli come gli atomi di azoto e zolfo, attraverso legame diverso rispetto ai donori duri. Nonostante la potenziale separazione degli attinidi, un'estrazione diretta dal raffinato PUREX è molto complicata, a causa della presenza di molte altre specie interferenti nel feed come i prodotti di attivazione e fissione. In questa prospettiva, sono necessari processi di separazione avanzati che coinvolgono agenti di estrazione molto selettivi per ottenere una separazione efficiente per il successivo processo di trasmutazione. Per riassumere, la conoscenza della solvatazione, delle interazioni acido-base, della cinetica e delle stabilità termodinamiche e la speciazione degli ioni attinidi e lantanidi con i ligandi è di grande importanza per comprendere un processo di estrazione con solvente e per progettare nuovi e promettenti agenti estraenti.

## Studio del meccanismo di complessazione mediante tecniche spettroscopiche
L'obiettivo principale è studiare i meccanismi di complessazione e di estrazione di un ligando al fine di sviluppare un processo di estrazione affidabile e conveniente su scala industriale. In questa prospettiva, la formazione e la stabilità di diversi complessi metallo-ligando sono dapprima studiate mediante diverse tecniche spettroscopiche su scala di laboratorio. Studi preliminari possono essere condotti mediante spettrometria di massa a ionizzazione elettrospray (ESI-MS) per esplorare qualitativamente i complessi di ligandi con lantanidi o attinidi. Inoltre, informazioni quantitative sulla speciazione e la complessazione del ligando con ioni metallici di attinidi e lantanidi possono essere ottenute mediante esperimenti di spettroscopia di fluorescenza risolta nel tempo (TRLFS).

### Ionizzazione elettrospray
La spettrometria di massa a ionizzazione elettrospray è una tecnica spettroscopica molto versatile, che consiste nel trasferimento dei complessi formati dalla soluzione iniettata alla fase gassosa mediante un processo di ionizzazione soft senza perturbare fortemente la stabilità dei complessi. Inoltre, è necessario iniettare una piccola quantità della soluzione preparata per ottenere gli spettri di speciazione. La speciazione di diversi ioni metallici può essere studiata in soluzioni monofase all' aumentare della concentrazione di ligando al fine di esplorare tutti i potenziali complessi. L'analisi di dissociazione indotta da collisione (CID) può anche essere eseguita per valutare la stabilità cinetica dei complessi formati scoprendo il principale pattern di frammentazione del ligando. Inoltre, l'effetto di protonazione sul meccanismo di complessazione può essere osservato eseguendo analisi su soluzioni monofase all'aumentare della concentrazione di acido nitrico. La conferma dei principali complessi coinvolti nel processo di estrazione si trova generalmente eseguendo esperimenti su soluzioni bifasiche dopo test di estrazione. Nonostante la versatilità di questa tecnica spettroscopica che fornisce direttamente informazioni modificando i rapporti tra ligando e metallo, la sua natura qualitativa dovuta al setup strumentale e ai potenziali cambiamenti nella chimica della soluzione potrebbe influenzare parzialmente la distribuzione delle specie e la sua abbondanza di ioni. Per questi motivi, la conferma dei risultati sulla speciazione deve essere trovata con altre tecniche spettroscopiche.

### Fluorescenza laser risolta nel tempo
La spettroscopia di fluorescenza laser risolta nel tempo è un metodo spettroscopico sensibile in grado di studiare la formazione di diverse specie complesse in concentrazioni sub-micro-molari. Grazie alle grandi proprietà spettroscopiche di alcuni cationi metallici rappresentativi di attinidi e lantanidi, le analisi di fluorescenza mediante eccitazione laser dei livelli di energia degli ioni possono essere eseguite su soluzioni monofase e bifase. L'evoluzione della fluorescenza risultante dalle transizioni di energia degli ioni è generalmente seguita in funzione della concentrazione di ligando negli esperimenti di titolazione. Lo shift batocromico degli spettri di fluorescenza è dovuto alla complessazione del ligando. In base al modello di complessazione postulato e all'analisi delle pendenze dei dati sperimentali è possibile determinare la stechiometria dei complessi principali. Inoltre, le costanti di stabilità cumulative {\displaystyle {\beta }_{n}(n=1-3)} e il fattore di separazione {\displaystyle {SF}_{M_{1}/M_{2}}} possono essere calcolati, sottolineando così la potenziale affinità del ligando con gli attinidi.
{\displaystyle {\begin{aligned}{\beta }_{n}={\frac {[M(L)_{n}]^{3+}}{[M_{solv.}]^{3+}[L]_{free}^{n}}}\qquad {SF}_{M_{1}/M_{2}}=10^{\frac {[log(\beta _{n})]_{M_{1}}}{[log(\beta _{n})]_{M_{2}}}}\end{aligned}}}
La misura del tempo di fluorescenza è un ulteriore modo per seguire l'evoluzione di complessazione tra ione e ligando, a partire dalle specie iniziali solvatate fino ai complessi più stabili. Ogni specie può essere identificata da un tempo di fluorescenza tipico correlato al decadimento dell'intensità di emissione. Le misure del tempo di fluorescenza sulle soluzioni monofase e bifase possono confermare la formazione dei principali complessi, grazie alla correlazione tra la durata di fluorescenza e il numero di molecole d'acqua potenzialmente presenti nella sfera di coordinazione interna degli ioni metallici. Gli spettri di fluorescenza possono anche essere ottenuti a temperatura crescente per studiare la termodinamica della complessazione e studiare la stabilità dei complessi in condizioni sperimentali più vicine alle applicazioni industriali.